# Pignasecca e Pignaverde
Pignasecca e Pignaverde è una commedia teatrale di Emerico Valentinetti, registrata per la prima volta nel 1957. La commedia è interpretata dalla Compagnia Comica Genovese diretta da Gilberto Govi.
Il titolo della commedia è tratto dai personaggi di un'opera letteraria del XIX secolo, scritta in lingua genovese dal poeta ligure Martin Piaggio: I doì aväi (I due avari).
Dall'opera è stato tratto anche il film Che tempi! del 1948, interpretato nel ruolo di protagonista da Gilberto Govi.

## Trama
La commedia inizia con la signora Matilde che fa i conti con Lucia, la serva di casa, per il resto della spesa. Anche se i conti non tornano, la signora fa passare la questione; fa la sua comparsa il signor Felice, che corregge i conti e inventa delle scuse e delle storie e costringe la serva a tirare fuori i soldi di propria tasca per far quadrare i conti.
Della famiglia fa parte anche la figlia, Amalia, ancora da maritare. Felice vorrebbe che la figlia si sposasse con il proprio cugino, Alessandro Raffo, un commerciante benestante quarantenne di Sampierdarena; ma Amalia è contraria e addirittura mostra disprezzo per Alessandro. Lei è innamorata di Eugenio, il vicino di casa andato in America a cercare fortuna dopo il rifiuto di Felice di concedergli la mano della figlia, a causa della sua situazione economica.
Felice annuncia alla figlia che verrà il cugino Alessandro Raffo a pranzo e la figlia confida alla madre tutta la sua amarezza per quanto il padre sta facendo per farle fare un matrimonio di interesse. In casa entra il proprietario dei muri, Isidoro Grondona, che annuncia l'arrivo prossimo di Eugenio. Entra poi Eugenio che subito saluta Amalia, accompagnato dal figlio del suo capo, Manuel Aguirre, un ricco commerciante argentino con una bella personalità, che è venuto a Genova per sbrigare un affare. Manuel chiede a Felice di poter parlare assieme per una consulenza per l'affare. Appena arriva il cugino Alessandro tutti se ne vanno a parte Felice, la figlia fa finta di sentirsi poco bene per non pranzare con l'odiato promesso sposo.
Dopo il pranzo Felice e Alessandro discutono sulla dote e si accordano per 200.000 lire. Quindi Manuel ed Eugenio raggiungono Felice per parlare dell'affare: l'acquisto di un bastimento da carico per il quale chiedono l'interessamento di Felice Pastorino (subito allettato dal guadagno che ne avrebbe per la mediazione) stante la sua grande esperienza in materia. A conclusione della consulenza, Eugenio chiede la mano di Amalia a Felice, il quale rifiuta nuovamente anche perché significherebbe separarsi dalla figlia che andrebbe a vivere in Argentina. Manuel chiede di poter parlare da solo con Felice, che trova mille scuse per non dare la figlia in sposa ad Eugenio. Felice comunica la sua scelta alla figlia e alla moglie, che sono contrariate e tristi. Inoltre, riesce a contrattare con il cugino la riduzione della dote a 100.000 lire.
Isidoro informa Felice che la figlia è scappata con Eugenio in riviera, Felice rimane molto triste e ancora più contrariato. Sulla scena compare Manuel, che dice che l'affare si è concluso bene. Isidoro comunica a Felice che la figlia è nell'appartamento accanto; Manuel dice che la "casa Aguirre", di cui Manuel è l'erede, avrà bisogno di una persona di fiducia sul posto, per cui Eugenio può rimanere a lavorare a Genova. A questo punto niente si può opporre alle nozze e Felice è felicissimo di acconsentire, a patto che si uniscano i due appartamenti contigui per realizzare un unico appartamento e che le spese dell'apertura nel muro siano a carico del proprietario, Isidoro Grondona.

## Dialoghi
- Lucia: Sembra che mi abbia dato della ladra. Non l'ha detto ma può darsi che l'abbia pensato.
Felice: Si, ma non l'ho detto.
- Felice: Dove ce n'è per cinque ce n'è anche per sei!
Isidoro: Se alla tua tavola ce n'è per cinque vuol dire che ce n'è giusto per tre!